# Troy Brown
Troy Sidney Brown (nacido el 3 de abril de 1971 en Lynn, Massachusetts) es un exjugador de baloncesto estadounidense cuya carrera transcurrió en ligas menores de su país, y en diferentes equipos de Europa, Sudamérica y África. Con 2,03 metros de estatura, jugaba en la posición de ala-pívot.

## Trayectoria deportiva

### Universidad
Jugó cuatro temporadas con los Friars del Providence College, en las que promedió 5,9 puntos y 4,2 rebotes por partido.

### Profesional
Fue elegido en la cuadragésimo quinta posición del 1995 por Atlanta Hawks, pero no llegó a jugar en la liga estadounidense, teniendo que conformarse con hacerlo en la CBA, con los Grand Rapids Mackers y los Connecticut Pride.
En 1996 fichó por los Gießen 46ers de la liga alemana, donde promedió 16,0 puntos y 10,7 rebotes por partido. Regresó posteriormente a las ligas menores de su país, volviendo a Europa para jugar en el Oyak Renault turco, donde sólo participó en 3 partidos, en los que promedió 15,3 puntos y 6,6 rebotes.
Fichó posteriormente por el ALM Évreux Basket de la liga francesa, donde se proclamó mejor reboteador de la competición, promediando 11,0 por partido. Jugó posteriormente en el Montpellier Paillade Basket, el Club Deportivo Libertad argentino, en ligas menores de su país de nuevo y en Angola, antes de retirarse definitivamente.